# Дорошевский, Михаил Владимирович
Михаил Владимирович Дорошевский (5 мая 1940, Симферополь — 19 мая 2022) — украинский государственный деятель. Народный депутат Украины 2-го созыва. Кандидат экономических наук.

## Биография
Родился 5 мая 1940 года в Симферополе. Служил в Советской армии. В 1969 году окончил Ленинградский механический институт, по специальности инженер-механик. С 1969 года работал на оборонном заводе «Гидроприбор» возле города Феодосии, был руководителем комиссии по передаче жилищного фонда и инфраструктуры посёлка Орджоникидзе в коммунальную собственность. Член КПСС. Одновременно в 1975—1991 читал курсы лекций в Высшей школе хозяйственного управления. С 1991 года — член правления Крымского республиканского русского культурного общества. Член Коммунистической партии Крыма (КПУ). С 1993 года — председатель контрольной комиссии Феодосийской организации Коммунистической партии Крыма; заместитель председателя президиума контрольной комиссии КПК города Феодосии.
Кандидат в народные депутаты Украины от КПУ. Народный депутат Украины с 04.1994 (2-й тур) по 04.1998, Феодосийский избирательный округ № 34, Республика Крым. Председатель подкомитета по вопросам Регламента ВР Украины, комитета по вопросам регламента, депутатской этики и обеспечения деятельности депутатов. Член депутатской фракции коммунистов.
Представлял ВР Украины в межпарламентских связях с Китайской народной республикой.
Сотрудничал с Межрегиональной академией управления персоналом, автор учебных пособий по экономике и экономической географии.